# Minas de Jambur
Minas de Jambur es un caserío peruano ubicado en el distrito de Paimas, perteneciente a la provincia de Ayabaca del departamento de Piura, al norte del Perú. 

## Ubicación
Minas de Jambur se ubica al oeste de la provincia de Ayabaca, en el distrito de Paimas, en el departamento de Piura.

## Demografía
En 2017 Minas de Jambur tenía una población de 131 habitantes.
| Gráfica de evolución demográfica de Minas de Jambur entre 1993 y 2017 |
|                                                                       |
| Fuentes: Población 1993 y 2017                                        |